# 威廉·奥康奈尔·布拉德利
威廉·奥康奈尔·布拉德利（英語：William O'Connell Bradley，1847年3月18日—1914年5月23日）是美国肯塔基州的政治家，曾担任该州第32任州长，之后又经州议会选举当选该州联邦参议员。布拉德利是肯塔基州历史上首位共和党州长，被称为该州的共和党之父:xi。
作为一个民主党占绝对优势州中的共和党人，布拉德利的早年政治生涯鲜有成功。他曾两次竞选联邦众议员和联邦参议员，均以惨败告终。1880年共和党全国大会期间，布拉德利发表演说支持提名尤利西斯·格兰特竞选美国总统，这次演讲为他赢得了全国性的声望，他也因此于1887年获提名竞选肯塔基州州长。虽然这次选举他仍然不敌西蒙·玻利瓦尔·巴克纳，但民主党的优势已明显回落。1895年，布拉德利再次获得州长候选人提名，这次他充分利用民主党在自由铸造银币问题上的分歧，在普选中击败帕克·沃特金斯·哈丁（Parker Watkins Hardin）当选为肯塔基州历史上的首任共和党州长。布拉德利的任期打上了政治斗争和暴力的烙印，他倡导改善黑人境遇，做了许多工作来提高肯塔基州的黑人地位，但由于州议会中敌对的民主党人占据多数，他的大部分改革议程都无法通过。
共和党人威廉··泰勒在充满争议的1899年州长选举中胜出，但这一结果受到民主党州长候选人威廉·格贝尔和副州长候选人J·C·W·贝克汉姆的质疑，布拉德利成为共和党法律团队的一员，案件一直上诉到了联邦最高法院，但最终裁决仍然是对民主党人有利。1907年，身为州内少数党一员的布拉德利当选联邦参议员，这其中仍然少不了民主党内部分歧的影响。对于部分民主党人来说，布拉德利反对禁酒的立场比起即将离任的民主党州长贝克汉姆更容易接受。一些民主党人向贝克汉姆施压，希望他退出竞争，让更得人心的民主党人参选，但他没有接受，经过两个月的数十轮都未能打破僵局后，4位民主党议员跨越党派界限投票支持布拉德利，他也因此赢得了议席，但整个任期总体上平凡无奇。1914年5月14日，布拉德利宣布自己不打算竞选连任，但却在同一日因有轨电车事故受伤，并于5月23日去世，享年67岁。

## 早年生活
威廉·奥康奈尔·布拉德利于1847年3月18日在肯塔基州加勒德县的兰开斯特出生。他的父母分别叫罗伯特·迈克菲·布拉德利（Robert McAfee Bradley）和南茜·艾伦·布拉德利（Nancy Ellen Bradley），母亲的娘家姓叫托腾（Totten）。罗伯特和南茜一共有6个女儿和两个儿子，威廉是其中的幺子，他的哥哥和5个姐姐都在婴儿时期夭折:vii。威廉唯一活下来的姐姐凯瑟琳·维吉尼娅·莫罗（Catherine Virginia Morrow）嫁给了法官托马斯··莫罗，后者曾于1883年竞选肯塔基州州长但没能成功，两人的儿子埃德温·P·莫罗将于1917年当选肯塔基州第40任州长:vii。
布拉德利全家在威廉童年时迁居萨默塞特，他在此接受私人教师和私立学校的教育。内战暴发后，布拉德利两次辍学出走加入北军，起初在萨默塞特担任征兵官员，之后又在路易斯维尔入伍成为二等兵，但两次都因年纪尚轻而让父亲抓了回去。布拉德利一共只在部队里待了几个月，但他从此以后却得到了一个“布拉德利上校”（Colonel Bradley）的称号:120。
1861年，布拉德利开始在肯塔基州众议院打杂:vii。他向自己的父亲学习法律，后者是肯塔基州最具知名度的刑事辩护律师之一。虽然肯塔基州法律规定参加律师资格考试的年龄下限为22岁，但布拉德利得到州议会的特别优待，得以在18岁时参加考试。这一安排部分是因为有两位巡回法院法官认为布拉德利能够胜任。1865年，尚未接受过大学教育的布拉德利通过考试获得律师从业资格，并随后加入父亲在兰开斯特开办的律师事务所。他之后将获得肯塔基大学（如今的特兰西瓦尼亚大学）颁发的名誉法学博士学位:ix。
1867年7月13日，布拉德利与玛格丽特·罗伯森·邓肯成婚，并随之接受了长老宗的洗礼，让夫妻的宗教信仰保持一致。两人共有一子一妇，儿子叫乔治·罗伯森·布拉德利（George Robertson Bradley），女儿叫克里斯汀·布拉德利（Christine Bradley）。:viii, xix

## 早年政治生涯
1870年，布拉德利当选加勒德县检察官，拉开自己从政生涯的序幕。1872年，他又出马竞选第八国会选区联邦众议员，但由于选区内民主党人占绝对优势而不敌密尔顿·J·达勒姆（Milton J. Durham）:127。1875年，肯塔基州的共和党人提名布拉德利竞选联邦参议员，但他当时还没有达到法定年龄下限，此举更多的是表达一种尊重，州议会的所有共和党议员都把自己的一票投给了他。一年后，他再次竞选联邦众议员，但仍然败给了达勒姆，不过这次的得票数已经比共和党人在该选区之前的最高纪录还要多3000票。1878年和1882年，肯塔基州共和党两次提名布拉德利竞选联邦参议员，不过他都谢绝了党派的好意。另外，他还曾在1879年因身材状况欠佳谢绝了担任州检察长的提名。
布拉德利曾以全体一致通过的方式获选成为连续6届共和党全国大会的委任代表。在芝加哥举行的1880年共和党全国大会上，他获得一致推举，对罗斯科·康克林（Roscoe Conkling）提名尤利西斯·格兰特竞选第二次连任美国总统的提议予以附议。他在现场发表的激昂演说引起了共和党内重要领袖人物的注意。到了1884年共和党全国大会上，布拉德利获得指示，要挫败旨在减少南方各州在联邦国会代表权的动议。1885年，总统切斯特·艾伦·阿瑟选派布拉德利协助恢复因邮政署官员卷入丑闻而导致的财政损失，但布拉德利由于在丑闻涉及的司法诉讼中与联邦司法部长本杰明·H·布鲁斯特（Benjamin H. Brewster）就案件起诉问题出现分歧而选择了辞职。

## 1887年州长选举
1887年5月11日，肯塔基州的共和党人在路易斯维尔举行的提名大会上选择布拉德利作为党派州长候选人，他的对手是前邦联将军西蒙··巴克纳:229-231。布拉德利在接受提名的演讲中向肯塔基州人民恳求，内战早已结束，他们没有必要再选举以前支持邦联的民主党人担任公职:231。他的竞选纲领包括多项教育领域的提议，实施高比例的保护性关税，以及开发州内资源等。他还指出，肯塔基州的煤炭储量要多于宾夕法尼亚州，但消费的煤中却有半数是从该州进口:231，并且木材上也存在着类似的问题:231。他还批评以往数届民主党政府铺张浪费、穷奢极侈，并以建立州农业管理局和建设新州立监狱为实例:128。布拉德利还感叹，民主党人对州内事务管理不善，导致年轻而且有能力的肯塔基州人因为家乡缺少机遇而不得不背井离乡去寻求财富:232。

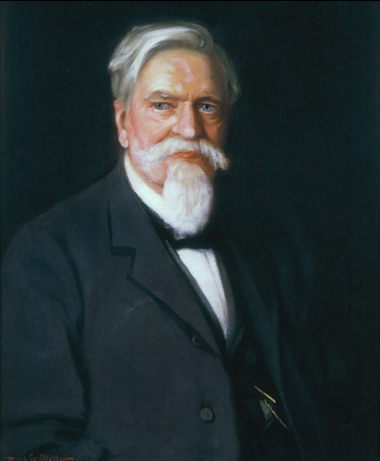
西蒙·玻利瓦尔·巴克纳（图）是布拉德利在1887年肯塔基州州长选举中的对手。

布拉德利是一位杰出的演说家，巴克纳在这方面能力远远不及，所以他在竞选期间主要是依靠党派实力和个人声望来取得优势。两位候选人在格雷森举行了仅有的一场辩论，布拉德利指责民主党建立了多个像铁路专员这类“游手好闲的官职”，为共和党的高保护性关税提议辩护，并主张为教育事业申请联邦援助。巴克纳接过话筒后开始问起布拉德利，是否有在之前的演讲中作出指控，声称巴克纳的演说辞是由前州长J·普罗克特·诺特（J. Proctor Knott）代写。布拉德利承认，自己的确听过巴克纳的演讲辞由诺特代写的说法，并且有在一次演讲中重申过这一指控。巴克纳于是斥责布拉德利反复做出这一“臭名昭著的虚假”指控，并且当场取消之前达成的协议，不愿意再参加将来的任何辩论，然后再对保护性关税和为教育事业申请联邦援助的提议做出反击。:232, 234
巴克纳信守自己的诺言，再也没有与布拉德利进行辩论:234。开始有传闻称他这是怕了布拉德利，后者也没有采取多少行动来打消这些传言:234。肯塔基州的民主党人在这场竞选期间始终都没有实现团结一致，包括密尔顿··达勒姆，州参议员艾伯特·西顿·贝瑞（Albert Seaton Berry）在内的多位显要成员都批评了州内民主党过去的一些所做所为:234。民主党倾向的《亨德森拾穗者》（Henderson Gleaner）同样不留情面，称“我们应该为自己感到羞耻”:234。布拉德利在全州各地的演说中抨击了人们对多年任职民主党官员的盲目信任，并特别要求对州财政部门进行检查:234。虽然布拉德利还是以超过1.6万票的劣势输掉了这场选举，但他仍创下了共和党州长候选人得票率的新纪录，并且从州内的黑人选民中获得了大量的支持:128。事实证明，布拉德利对州财政部门的担忧是有道理的。1888年，巴克纳下令对财务官的记录进行审计，绰号“诚实迪克”（Honest Dick）的州财务官詹姆斯·威廉·塔特（James William Tate）从州国库中盗取了25万美元潜逃:242，之后始终下落不明:264。
1888年，布拉德利再度竞选联邦参议员，但在州议会中只得到了31票，詹姆斯·B·贝克（James B. Beck）以94票当选:245。同年晚些时候的1888年共和党全国大会上，他成为副总统候选人提名人选，但在共计832票中只得到了103票，不敌列维·P·莫顿。在参议员贝克的推荐下，总统本杰明·哈里森提名布拉德利担任美国驻朝鲜公使，但他谢绝了这一提名，选择继续留在肯塔基州，追逐将来的政治机遇。从1890年到1896年，他三次获选成为共和党全国委员会成员，并且是1896年肯塔基州代表团的总统提名人选。

## 1895年州长选举
1895年，布拉德利再度宣布有意争夺共和党州长候选人提名，并且到共和党提名大会前都没有出现真正的竞争对手:120，他也由此在相对平稳和谐的大会上获得提名:128。这次竞选中的主要议题围绕美国的货币体系展开，是继续保持基于金本位的货币体系，还是允许以16比1的比例铸造银币（人称“自由铸造银币”运动）:118。共和党人在这次大会上通过竞选纲领，明确表态支持金本位:125。

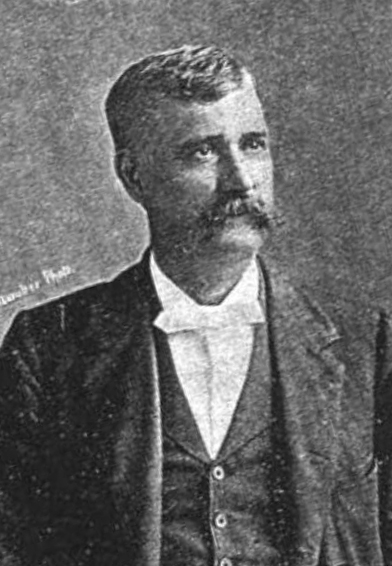
帕克·沃特金斯·哈丁（图）是布拉德利在1895年州长选举中的对手。

民主党因货币问题四分五裂，最终获得提名的帕克·沃特金斯·哈丁是自由铸造银币的支持者，但他也承诺会遵守大会上通过的任何竞选纲领。这份纲领中对于金本位还是自由铸造银币的问题含糊其辞，其中称赞了总统格罗弗·克利夫兰及其手下的财政部长，肯塔基州人约翰·G·卡莱尔，两人都是金本位的支持者，但同时又支持了1892年的全国民主党党纲。大部分人相信竞选纲领偏向于金本位，但包括奥利··詹姆斯（Ollie M. James）在内的自由铸造银币支持者坚称，1892年的党纲偏好自由铸选银币。结果，大部分民主党人在大会结束后仍然不知道自己党派提名人选在货币问题上的立场。:118, 123–124, 126
竞选于1895年8月19日在路易斯维尔展开。哈丁在第一场演说中就明确表示完全支持自由铸造银币，这导致整个竞选期间民主党一直处于分裂状态。布拉德利重申了自己在1887年竞选州长时的大部分论据，以“诚实迪克”盗用公款为证指控民主党领导的州政府管理不善。他还强调了哈丁和塔特之间的关联，哈丁曾在塔特潜逃期间担任州检察长，两人还是众所周知的朋友。布拉德利抨击自由铸造银币，并再次呼吁实行高比例的保护性关税。他还指责总统克利夫兰对1893年大恐慌负有责任。:120, 127
两位候选人在霍普金斯进行了第三场辩论。面对布拉德利在货币问题上的进攻，哈丁反驳称共和党人当选将导致肯塔基沦为“黑人统治”州。这让布拉德利陷入两难境地，如果他不承认黑人对党派的影响，那么就会失去这部分选票；但如果承认就又会失去大部分白人支持。布拉德利在霍普金斯以及之后的两场辩论中都试图回避种族问题，转而加强对哈丁货币问题立场和与塔特之间关系的批评。两人的第两场联合辩论于8月30日在埃米嫩斯举行，一些观众开始刁难经过几次演讲后声音沙哑的布拉德利。经过连续多次重新开始演说后，布拉德利离开了讲台，并于次日宣布因这一事件影响，自己不会再参加以后的辩论。许多人认为布拉德利是想找理由来结束辩论，以求回避种族问题，埃米嫩斯的这次事件给了他理由和机遇。一些黑人共和党选民对布拉德利企图回避种族问题之举感到不满，并因此鼓励其他黑人不要把票投给布拉德利，而是支持人民党候选人托马斯·S·佩蒂特（Thomas S. Pettit）。:128, 131
布拉德利在普选中获得了大部分支持金本位的民主党人支持:128，还获得了不少认同反移民、反天主教组织美国保护协会观点的选民支持:128。有估计认为该组织单在路易斯维尔就拥有1.4万会员，并且在帕迪尤卡、列克星敦、爱许兰、卡温顿和法兰克福这些城市中心都很有实力:129。民主党还受到了经济因素的打击，其中包括全国性的经济困境以及州内遭遇的大旱:129。最终布拉德利获得了17万2436票，战胜得票16万3524票的哈丁，当选为肯塔基州历史上首任共和党州长:129。人民党候选人佩蒂特获得了1万6911票，其中大部分来自肯塔基州西部的民主党选民:129。这场选举的投票率为85%:132。有18个县的选票数比登记的潜在选民数量要多，布拉德利和哈丁各赢得了其中9个县:132。

## 肯塔基州州长
1895年12月10日，布拉德利宣誓就职:134。他成为州长时，共和党人在肯塔基州众议院占优势，而民主党人则控制了肯塔基州参议院。这导致州议会两院之间，以及州议会和州长之间争斗不休。每到选举联邦参议员这类需要两院联席投票的时候，两党经常就出现68对68的平局，此外议会中还有两名人民党议员，但也是一人支持民主党，另一人支持共和党。:132

### 1896年立法会议
布拉德利走马上任后的第一届立法会议一共提交了75道法案，其中包括生产和销售香烟的禁令、将携带隐匿武器定为重罪，以及禁止在赛马场和教堂参与赌博等。还出现了两条都会对台球馆产生影响，但相互之间又存在矛盾的措施，其中一条将取消对台球馆运作的大部分限制，另一条则会完全禁止其运营。布拉德利还在立法议程中增加了一项反私刑的法律，但是这些法案最终没有任何一项得以颁布，州议会在会议期间的绝大多数时间里关注的都是联邦参议员的选举。

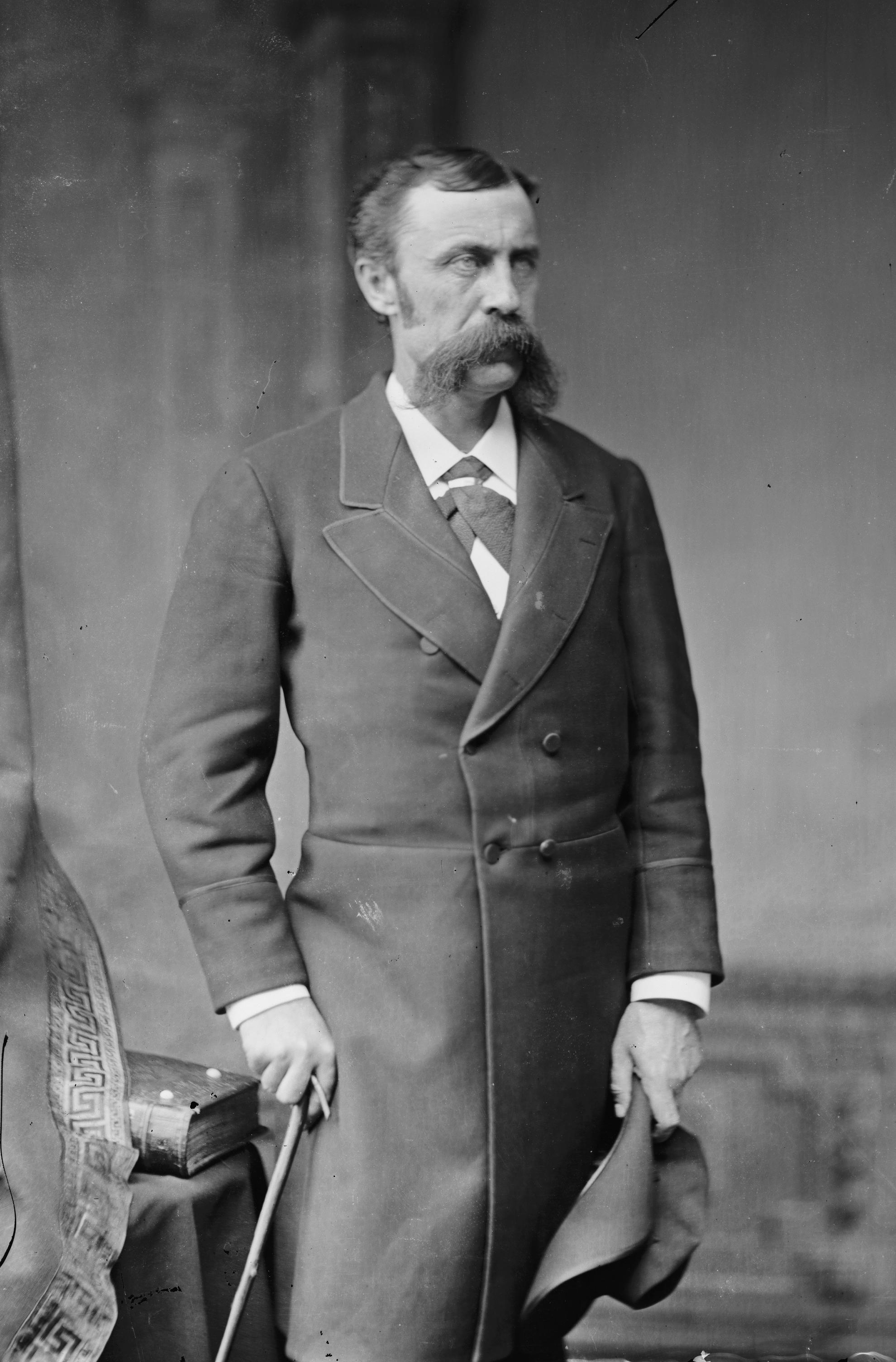
布拉德利当选州长后的第一届立法会议完全由联邦参议员J·C·S·布莱克本（图）继任人选的选举主宰。

许多民主党人急于让联邦参议员J·C·S·布莱克本（Joseph Clay Stiles Blackburn）取得连任，但也有一些支持的是前州长约翰·Y·布朗。民主党州参议员艾伯特·贝瑞也表现出有意竞争的姿态。共和党议员提名了W·戈弗雷·亨特（W. Godfrey Hunter），但最终只有布莱克本和亨特成为主要候选人:129。布莱克本是自由铸造银币的支持者，所以金本位民主党人不愿意支持他，转而选择前州长詹姆斯·B·麦克里:356。经过数轮投票，仍然没有任何一位候选人得到超过半数的支持，布莱克本一度获得了65票，但距赢得选举仍有两票之差。财政部长约翰··卡莱尔获推选成为双方折衷的候选人，但始终没能赢得超过61票。议会推选的其他折衷候选人包括《路易斯维尔信使日报》（Louisville Courier-Journal）主编亨利·沃特森（Henry Watterson）、联邦众议员沃尔特·埃文斯（Walter Evans）、前州长巴克纳、法官威廉·H·霍尔特（William H. Holt）以及奥古斯塔斯·E·威尔逊（Augustus E. Willson）:357。
亨特本是英国人，曾是美国陆军中的外科医生，他的归化与标准程序不符，是源于一项联邦法律中的规定，对他在军中的服务予以奖励，但这一度受到支持自由铸造银币的一派民主党人质疑:357。竞选期间亨特还受到受贿的指控，但很快就因证据不足宣言无罪:357。投票进行了数日之久，而各位候选人的支持者又在议会旁听席上引发骚乱。据《肯塔基邮报》（Kentucky Post）记载，1896年3月7日这天白天，原本态度和善的议员们在会议审议期间开始向他人扔纸团。这种情况持续升级，连州长向议会传达信息的文字副本之后也成为双方的武器。到了3月11日，局势已变得非常严重，一些民主党的支持者携带武器站在州议会大厦外面，企图吓倒共和党议员，或是阻止他们进入大楼。州议会还试图解除多名议员的职务，这又导致了暴力性质的威胁:129。旁听席不再开放，每位进入议会大厦的人等都要接受搜身，检查是否携带武器。
布拉德利召集民兵到法兰克福维持秩序，还一度考虑将会议押后，到路易斯维的一间歌剧院继续，这里可以提供更全面的安全保障。路易斯维尔的一些民主党领袖人物称赞布拉德利在维护秩序上所做的努力，但民主党参议员反而要通过决议以干扰选举的罪名对布拉德利处以罚款500美元，入狱6个月的惩罚:359，这些议员还威胁会把副州长威廉·杰克逊·沃辛顿送进大狱，让民主党的参议员临时议长威廉·格贝尔当上代理州长:359。州参议院指派了一个委员会来调查布拉德利，但要将其定罪入狱的决议并未得到通过:359。3月16日，州长宣布在州首府实行戒严。立法会议也在当天晚些时候延后，联邦参议员还是没有选出来:129。这次会议期间只通过了少数几项议程，如对州议会进行两项改革的法案，在收费公路以外再提供免费路段和砂石路面等:360。还有一项禁止雇佣入学就读未满12星期适龄儿童的法案虽然受到州长的否决，但仍然得以由绝对多数获得通过:360。州参议院还为了让州长难堪而故意不通过税收法案，让州长无法获得资金开展州内工作:360。这次立法会议结束后，《肯塔基邮报》在文章中表示：很难想象将来的立法会议要出现什么样的情况才能比现在这届成绩更差。
布拉德利于1897年3月召开特别立法会议，继续投票选举联邦参议员:129。他选择了安德鲁··伍德（Andrew T. Wood）作为填补空缺的后备人选，以应对州议会在国会开会时还没能选出参议员的情况:364。共和党人继续支持亨特，自由铸造银币派民主党人仍然选择布莱克本，金本位派民主党人则又提名了伍德福德县商人亨利··马丁（Henry L. Martin）:365。随之展开的选举仍然在亨利和布莱克本之间形成僵局，结果亨利主动选择退出了竞争:365。共和党人又提名了圣约翰·博伊尔（St. John Boyle），但僵局仍在继续:365。经过多轮投票，博伊尔也主动退出，共和党人于是又提名了律师兼州参议员威廉·约瑟夫·德博伊（William Joseph Deboe）代替:365。最终德博伊在第112轮投票中成功胜出，成为肯塔基州历史上第一位共和党联邦参议员:129。

### 倡导黑人权利
布拉德利努力推进肯塔基州黑人的权利，他谴责出于种族动机的私刑，命令各县官员对种族暴力行为提出起诉:91。他在1897年3月召开特别立法会议讨论一项反私刑法案，其中会对任何未能阻止私刑或聚众暴力行为的安全职务官员予以最高罚款500美元并解除职务的惩罚:81，还授权安保官员招收身强力壮的男子帮助保护囚犯，并且在有必要时还可以对未能保护好囚犯的雇员罚款:81。虽然州议会已由党派分裂，但这项法案却迅速在两院得以通过，布拉德利也在1897年5月11日签署令其正式成为法律:82。1898年1月，布莱德利接受邀请前往俄亥俄州斯普林菲尔德，向反暴徒和私刑法律协会发表演说:91。在布拉德利担任州长的4年时间里，全州共出现了25起私刑，与前任州长任职期间的56起相比已经有了大幅度的下降:179。
以前曾是黑奴的乔治·丁宁（George Dinning）卷入了一起备受瞩目的杀人案，布拉德利在这起案件中采取的行动说明了他对种族暴力行径的反对态度。获得自由的丁宁存下足够的钱后来到辛普森县买下了一个农场。1897年1月27日，一伙包括25名携带武器白人男子的暴徒来到丁宁的农场，指控他盗取了多头猪和多只鸡，命令他必须在10天内离开该县。丁宁否认这一指控，坚称县内有多人可以为自己的良好品行担保。丁宁的反抗激怒了暴徒，他们开始朝他的房子开枪并两次打伤了他。丁宁跑回屋内取出一支枪并向暴徒回击，打死了其中一人。这伙暴徒逃走后，丁宁于次日向地方官员自首。就在他受拘捕候审期间，那伙暴徒又一次来到他的农场，把他的家人赶出房门，将其洗劫一空后夷为平地。:14-15
辛普森县警长将先把丁宁带到鲍灵格林，之后又转移到路易斯维尔，以防他受到私刑。州长布拉德利派谴一队民兵在案件审理期间保护丁宁。虽然这起案件涉及黑人杀死白人，但许多观察人士都认为丁宁会以正当防卫为理由得到无罪释放。然而，陪审团最终却做出了误杀罪名成立的裁决，判处丁宁7年苦役。州长官邸立即就被洪水般的请求堆满，全州各地的黑人、白人，甚至前邦联的支持者都请求布拉德利出手干预。丁宁的律师奥古斯都··威尔逊提出赦免的正式申请，州长也在陪审团定罪十天后发出特赦令。布拉德利指出，丁宁不过是在特殊情境下做出了合理的反应，他还为那些暴徒中没有任何人受到起诉感到羞耻。重获自由的丁宁迁居印第安纳州，然后聘请前邦联支持者贝内特·H·杨（Bennett H. Young）对那些在之前庭审期间表明过自己身份的暴徒提起联邦诉讼。案件之后在路易斯维尔审理，丁宁获得了5万美元的赔偿。:15–17
1898年1月，布拉德利对州议会发表演说，主张废除黑人和白人分别乘坐不同街车的种族隔离法律:91。黑人以往在州政府中通常只能得到清洁工之类工作，但布拉德利担任州长期间任命了相当数量的黑人从事更为重要的职务:90。爱德华··安德伍德就是经他任命成为肯塔基州立学院（之后更名为肯塔基大学）校董会的第一位黑人成员:67。布拉德利对倡导黑人权利所做的贡献让他成为威廉·德克尔·约翰逊（William Decker Johnson）1897年汇编的《肯塔基州著名黑人自传剪影》（Biographical Sketches of Prominent Negro Men and Women of Kentucky）中唯一的白人:214。

### 其它事项
威廉·麦金莱在1896年大选中当选美国总统，这增强了民主党人反对共和党州长及其盟友的决心:129。此外到1898年立法会议开幕时，民主党已经在州议会两院中都拥有压倒性的优势:366。布拉德利于1898年向州议会提出了多项改革，例如削减开支减少政府浪费，将州慈善委员会交由一个超党派的委员会控制，并对公共教育和法律体系加以改革等:368–370。
州议会很大程度上无视了州长的提议，选择关注更符合党派利益的问题:370。布拉德利没有在议会通过的一道食品和药品法案上签字，但法案仍然得以通过，不过他对一项规范铁路费率的争议性法律所做的否决还是得到了维持。两院都通过决议呼吁联邦参议员威廉·林赛（William Lindsay）辞职。身为民主党人的林赛是金本位的支持者，所以不支持威廉·詹宁斯·布莱恩竞选总统，州议会因此要求他辞职，理由是他没有为自己党派的利益着想:370。林赛拒绝辞职，反驳称自己代表的是肯塔基州人民的利益:370。

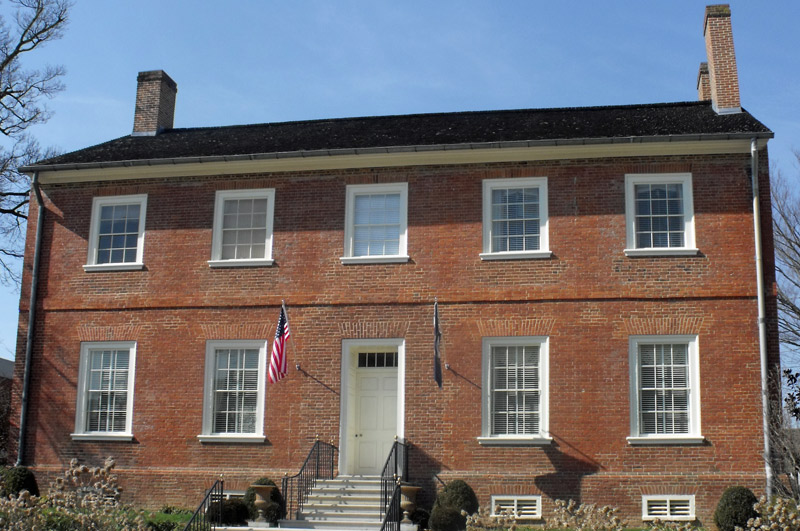
布拉德利担任州长期间，州长官邸曾因一场火灾受损。

布拉德利还向州议会提出州长官邸面临年久失修的问题。他在讲话中表示这幢行政官邸多年来一直需要对地板进行支撑来防止倒塌，还需要超过900英尺（约274米）的挡风条来让冬季不至太过寒冷。官邸的景观也让人不快，其中一个侧面看到的是监狱的高墙，其他的方向则是附近大型磨粉厂的烟囱:65。结果州议会不但没有解决布拉德利的担忧，反而还通过法案，将官邸的控制权转交给肯塔基州上诉法院。1899年2月10日，官邸因州长卧室的烟道存在故障而出现火灾。这天的天气又非常寒冷，以至于消防员所用的水都很快结冰，难以有效控制火势，官邸也因此受到大面积破坏。虽然房子有投保，并且《路易斯维尔信使日报》的报道也认为把旧楼拆除重建新房，或是在法兰克福另购一套州长官邸才是明智之举，但州议会仍然不愿意让一位共和党州长的住宿条件比最低限制强多少。由此，州长官邸又一次经过修复。布拉德利一家在火灾发生后立即搬到法兰克福一位近邻家中，之后州长一人住进议会大厦酒店，而夫人和女儿则回到了兰开斯特的老家，全家一直到布拉德利的任期结束前才重新住进州长官邸。:65-66
布拉德利任内还努力试图结束该州东部持续存在的暴力争斗，这些争斗人称“收费站大战”，一直贯穿了他的整个任期。州内有许多农村地区建不起优质道路，一些私营公司于是在修好路后通过收取过路费来试图收回成本甚至实现盈利。但这些地区的贫困居民认为相应收费过于高昂，特别是在全国性经济衰退的背景下。他们开始要求“道路免费”，但没有引起州和国家政府的注意。许多人于是讨诸暴力，焚烧收费站，威胁和攻击收费员。布拉德利要求对这种无法无天的行径予以严惩，但民主党人控制的州议会同情这些贫困居民的困境，因此拒绝采取行动。许多私营公司因为这些暴力活动要么选择把股票卖给当地居民，要么就是简单地遗弃了所修道路，到布拉德利的任期结束时，大部分的暴力活动也已中止。:268–269
肯塔基州有四个步兵团和两个骑兵队参加了美西战争，这些部队参与的实战很少，但由于驻扎军营的卫生条件差，疾病流行而导致有84人死亡。等到部队可以返乡时，布拉德利却发现州政府没有钱来支付承载军人的医疗火车。于是他以个人名义向银行贷款来付清所需款项，并相信州议会会报销这笔开支。:269

### 格贝尔选举法，1899年州长选举
1898年2月1日，肯塔基州参议院临时议长威廉·格贝尔提出了一项之后人称《格贝尔选举法》（Goebel Election Law）的法案。该法建立了一个由三位成员组成的州选举委员会，其成员由州议会指派，负责选择全州各县的选举专员。委员会有权审查选举申报书并对结果做出裁决。不过存在争议选举的结果仍然根据州宪法第153条规定由州议会裁定。由于民主党人在州议会中占有绝对多数，并且格贝尔很可能是1899年州长选举的民主党候选人，因此法案饱受指责，被批为明目张胆的党派政治，或是格贝尔自私自利的表现，甚至部分民主党人都表示反对:270。虽然有这样的反对声浪，但格贝尔还是成功让足够多的民主党议员推翻州长布拉德利的否决，让法案正式生效成为法律:270。
有议员提议召开特别会议废除《格贝尔选举法》，布拉德利也赞成这一提议，但对州议员进行的一次民意调查结果却表明其中有太多人不愿意明确表态支持。共和党人组织了一次测试案例对该法提出质疑，但州上诉法院认为法律合宪。身为党派领袖，格贝尔基本上钦点了选举委员会成员，所选的三人都是铁杆民主党人——·普莱尔（W. S. Pryor）是前肯塔基州上诉法院首席法官，·埃利斯（W. T. Ellis）是来自戴维斯县的前联邦众议员，剩下的一位·波因茨（C. B. Poyntz）则是前肯塔基州铁路委员会主席。:7–8, 47

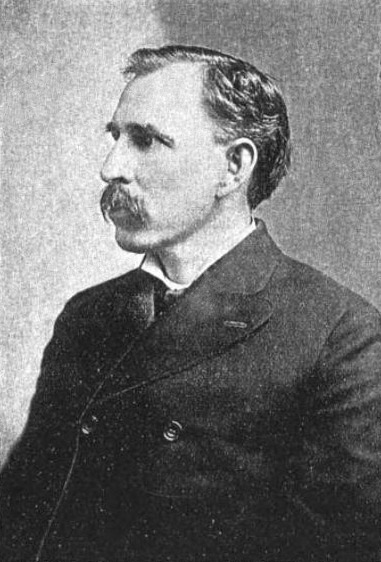
威廉·S·泰勒是共和党提名继任布拉德利州长职位的人选。

布拉德利的任期接近尾声，但共和党的潜在州长候选人起初却很少。威廉·詹宁斯·布莱恩在1896年总统大选中以1.8万票的优势赢得肯塔基州，许多人因此认为1899年的州长选举也肯定会是民主党的天下。有些人知道民主党人肯定会对布拉德利政府横加指责，并且无意卷入其中进行辩护；《格贝尔选举法》产生的机制还令一些人对选举前景不抱期望:50。在任州检察长威廉··泰勒第一个宣布参选，并且很快就得到了联邦参议员威廉·德博伊的支持:425:50。之后加入的候选人包括霍普金斯县法官克利夫顿··普拉特（Clifton J. Pratt）及在任州审计员山姆··斯通（Sam H. Stone）:50。其中普拉特法官是布拉德利的钦点人选，斯通则获得了《列克星敦先驱导报》（Lexington Herald）主编山姆··罗伯茨（Sam J. Roberts）的支持。泰勒是一位技巧娴熟的政治家:425，他成功地在各县代表团中建立起强大的政治机器:425，所以是最有望获得提名的候选人:425。
共和党提名大会于7月12日在列克星敦召开:52。布拉德利没有出席会议，因为他对党派竟然没有仔细考虑适合他竞选的职位感到愤怒:425。党内的黑人领袖威胁会追随布拉德利，另行组织一场提名大会，因为他们相信泰勒代表了共和党内的“纯白”分支:425。泰勒任命一位黑人领袖担任大会常任秘书长，还承诺如果当选，就会任命其他黑人领袖成为自己的内阁成员，希望以此保持党派团结:425。他还承诺会提名布拉德利的外甥埃德温·P·莫罗担任州务卿，希望能让布拉德利出席会议，但后者没有接受:425。面对泰勒在会议组织上所做的努力，审计员斯通宣布自己希望让党派保持团结，提议全体一致通过由泰勒得到提名，普拉特法官予以附议:53。
布拉德利起初对泰勒态度冷淡，但民主党候选人格贝尔与威廉·詹宁斯·布莱恩一起在州内各地争取支持后，他改弦易辙，为泰勒开展政治演说。他坚称自己只是想针对民主党人的指责为自己领导的行政部门辩护，但亨利·沃特森指出，布拉德利有意竞选联邦参议员，所以这是他争取泰勒支持的手段。布拉德利从路易斯维尔开始巡回演讲，批评民主党不得不为其候选人（指格贝尔）从州外进口一位演说家（指布莱恩），因为肯塔基州最优秀的人都已经抛弃了他（指格贝尔）。他鼓励黑人继续支持共和党，用自己任命黑人担任内阁官员与民主党支持铁路设施种族隔离法之举做对比。他的演讲自始至终都是在为自己领导的行政部门辩护，完全没有提到过泰勒的名字，一直到最后才用一句“让我们前去投票，选举泰勒！”结束。:439布拉德利走下讲台后，另一位共和党领袖奥古斯塔斯··威尔逊低声对他说道：“布拉德利，那可是你这辈子干的最滑溜的事儿了:439。”两人继续在州内巡回演说，为共和党候选人摇旗呐喊，吸引的人群经常比泰勒演说时规模更大:437, 439。
随着竞选接近尾声，共和党和民主党人都警告称，对方党派可能会策划并实施选举舞弊和暴力活动。格贝尔派民主党人，路易斯维尔市长查尔斯··韦弗（Charles P. Weaver）在选举前将该市警力增加了500人，这又引来了选民会在该市受到恐吓的指控。布拉德利于是通过召集民兵做好平定全州任何扰乱行为的准备加以反击。《路易斯维尔信使日报》在选举日所使用的头条上写着：“BAYONET Rule”（意为《刺刀统治》）。:439–440
虽然之前有过许多出现暴力行为的传言，但选举日（11月7日）州内情形总体上较为平静:440，全州只有不到12人被捕:440。投票的统计回报速度很慢，到了当晚仍然无法确定结果:270。最终正式统计结果出炉，泰勒获得了19万3714票，格贝尔19万1331票:270，由对格贝尔心怀不满的另一派民主党人提名的前州长布朗只有1万2040票，人民党候选人布莱尔得到2936票:270。令人意外的是，这个通常认为由格贝尔主控的委员会最终以2比1的投票结果裁定，已经宣布的选举结果有效。委员会的多数意见中称，他们没有任何司法权力来举行听证，听取双方证人的证词:444。泰勒因此于1899年12月12日宣誓就职。
卸任州长后，布拉德利前往路易斯维尔继续从事法律工作。但就在他离任后不久，格贝尔和民主党副州长候选人·贝克汉姆对选举结果提出质疑，依据州宪法，州议会将对此做出裁决:167，其他所有州政府职务也都面临争议。布拉德利和奥古斯塔斯·威尔逊等人组成了共和党人的律师团，在州议会和法庭上质疑《格贝尔选举法》的合法性，以及州议会裁决选举结果的竞争委员会之后行为的合法性:277。
全州各地的共和党人估计，委员会将建议把一定数量的选票作废，直到格贝尔能够当选州长。东肯塔基州的武装人员陆续到达州首府，等待委员会的调查结论。1900年1月30日早上，格贝尔在两位朋友的陪同下走进州议会大厦时突然被人开枪打中，他随即被送到附近的酒店接受治疗。正如人们预料的那样，委员会宣布了足够数量的选票无效来令格贝尔当选州长，但他上任仅4天就于2月3日谢世。贝克汉姆继任了州长职位，并继续与泰勒及其手下的副州长约翰·马歇尔展开司法大战。:271-272
布拉德利代表级别低于州长和副州长的其他共和党官员走上联邦法院，他在陈辞中主张，《格贝尔选举法》剥夺了公民的投票权，这一权利源于联邦宪法第十四修正案中对“自由”的保障，未经正当法律程序，任何公民的这一权利都不得剥夺:277-278。联邦法官威廉·霍华德·塔夫脱作出裁决，共和党人应该向州法院寻求补救:282。经过旷日持久的法律大战，绝大多数共和党官员都被免去了职务，仅有州检察长克利夫顿··普拉特例外:505。
泰勒和马歇尔将案件先后上诉到肯塔基上诉法院和联邦最高法院，在最高法院审理时称为泰勒诉贝克汉姆案（Taylor v. Beckham）。面对民主党人有关联邦法院对本案没有管辖权的说法，布拉德利通过援引塞耶诉博伊德（Thayer v. Boyd）进行驳斥，这是一个最高法院曾经受理过的类似案件。他还进一步引述政府方面有关民选官职属于财产的说法，指出泰勒的第十四条修正案权利受到了侵犯，所以最高法院也应该拥有管辖权。布拉德利还肯定地指出，肯塔基州议会对竞争委员会部分成员的选派正是以该委员会所要做的决定为基础，其中众所周知有至少一位成员已就选举结果投下赌注。他还表示，竞争委员会和州议会在这一系列事件中既是当事人，又当法官，因此他们的决定应该是无效的。最后，布拉德利列举了竞争委员会在程序上存在的违规行为，例如没有用足够的时间审查泰勒和马歇尔的法律代表递交的书面证词等。最终联邦最高法院以8比1作出裁决，以案件中不涉及联邦法律问题为由拒绝插手干预，唯一一位对此抱持异议的大法官是来自肯塔基州的约翰·马歇尔·哈伦。:327–328

## 晚年生活及逝世
1900年，布拉德利再度出山竞选联邦参议员，但在州议会的联合投票中以54比75票落败:130。泰勒被免去州长职务后，肯塔基州的共和党人分裂成两个派系，戈弗雷·亨特和布拉德利分别是一派之首:204。格贝尔遇刺后，两派一度形成了初步性的联盟，提名来自丹维尔的法学教授约翰··耶基斯（John W. Yerkes）参加州长特别选举，但最终胜出的是民主党候选人·贝克汉姆:204。1904年共和党全国大会时，布拉德利获选对提名西奥多·罗斯福竞选总统的提议予以附议。
1904年共和党提名大会再次体现出派系之争。布拉德利一派支持提名奥古斯塔斯··威尔逊参选州长，而亨特和耶基斯则偏向路易斯维尔商人莫里斯·B·贝尔纳普（Morris B. Belknap），后者是前州长西蒙·巴克纳的女婿。威尔逊由于一个承诺支持自己的一个县代表团受到大会官方的不利裁决打击而选择退出了竞争。贝尔纳普在第一轮投票中就获得了提名，但之后又在普选中败给了·贝克汉姆，州宪法中规定州长不能连任，他之所以还能参选完全是因为法院认为他的第一个任期在时间上没有达到完整任期的标准，布拉德利对这一结果深感愤怒。:206

### 联邦参议员

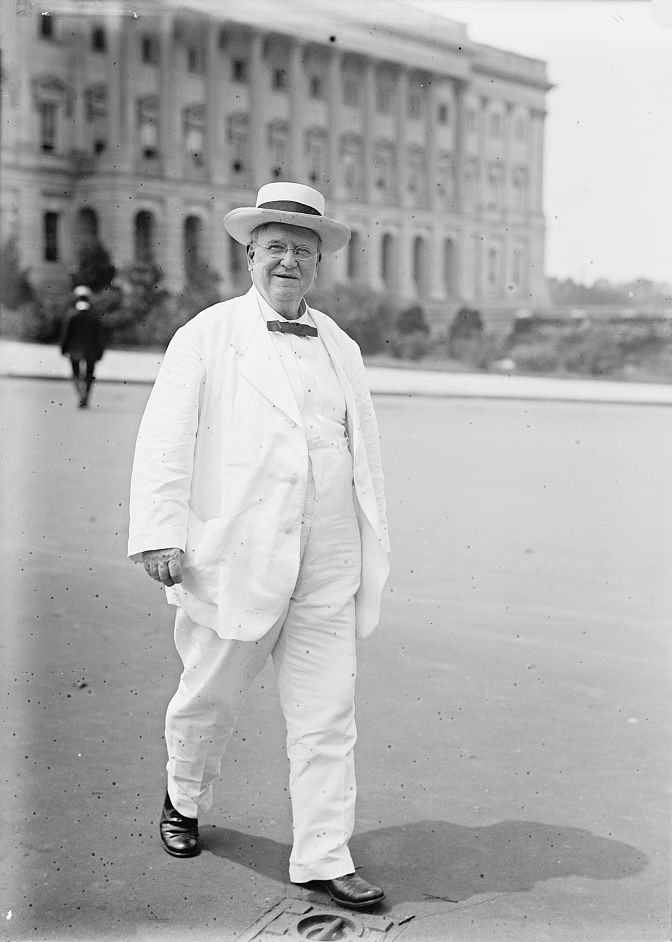
1913年时担任联邦参议员的布拉德利。

1907年，共和党人提名威尔逊竞选州长，他也成功当选:130。这场胜利让州议会中的共和党人信心大增，并于1908年提名布拉斯利担任联邦参议员:130，民主党则通过提名即将离任的州长贝克汉姆加以反击。虽然民主党在州议会中占有多数，但贝克汉姆支持禁酒的立场致使7位民主党议员拒绝投票支持他:282，他们分别支持了不同的候选人，导致任何一位都无法获得过半数票的支持:282。之后的两个月里，州议会进行了多轮投票，但一直没有人胜出，一些民主党人因此向贝克汉姆施压，希望他退出竞争，让更得人心的民主党人参选，但他没有接受:282。1908年2月下旬，议会进行了第29轮投票，有四位民主党议员跨越党派界限投票支持布拉德利，令他以64票比60票的微弱优势赢得了议席:130。这4位议员之后都没能重新入选州议会，不过其中有一位成为了布拉德利的私人秘书:282。
布拉德利于第61和第62届联邦国会期间担任联邦参议院司法部开支委员会主席，也是第61届联邦国会期间的印第安领地非法入侵者调查委员会主席，以及第63届联邦国会的宣战革命委员会主席。历史学家詹姆斯·C·克罗特（James C. Klotter）认为，担任参议员的布拉德利在演讲上比起立法成就更为人所熟知:130。他支持塔夫脱政府不任命黑人在政府中从事重要职务的政策，这让黑人选民大失所望:92。
布拉德利在1908年大选中支持查尔斯·W·费尔班克斯成为共和党候选人，而威尔逊支持的是威廉·霍华德·塔夫脱。提名大会笼罩在不和谐的气氛中，布拉德利作为新当选的联邦参议甚至未能获选成为共和党全国大会的代表。这让他非常气愤，与威尔逊的联盟也告中止。1911年共和党提名大会期间，布拉德利没有支持党派最终选定的州长候选人爱德华··奥里尔（Edward C. O'Rear），并且在普选中也没有予以多少支持，最终前州长詹姆斯·B·麦克里赢得了这场选举。:216–217
1914年5月14日，布拉德利宣布自己整体健康状况恶化，有意在任期结束后退休。之后他赶着登上一辆有轨电车时摔倒，导致两截手指骨折、头部外伤并且还有内伤。之后他曾短暂试图继续工作，但很快就卧床不起，于1914年5月23日去世，官方公布的死因为尿毒症。听闻布拉德利的死讯后，国会两院都通过决议表达哀悼，还出于尊重而短暂休会。他的遗体送回法兰克福下葬，但根据布拉德利的遗愿和他家人的意见而没有举行遗体告别仪式。他下葬在法兰克福州立公墓。:xxii

## 扩展阅读
- Works by & about William O'Connell Bradley at Internet Archive

| 官衔                     | 官衔                                        | 官衔                      |
| ------------------------ | ------------------------------------------- | ------------------------- |
| 前任： 约翰·Y·布朗       | 肯塔基州州长 1895年至1899年                 | 繼任： 威廉·S·泰勒        |
| 美国参议院               |                                             |                           |
| 前任者： 詹姆斯·B·麦克里 | 美國肯塔基州（第三類）參議員 1909年至1914年 | 繼任者： 小约翰逊··卡姆登 |